# Mussaenda maingayi
Mussaenda maingayi là một loài thực vật có hoa trong họ Thiến thảo. Loài này được (Hook.f.) Hemsl. ex B.D.Jacks. mô tả khoa học đầu tiên năm 1896.